# Texas Longhorn
Pour les articles homonymes, voir Longhorn.
Ne doit pas être confondu avec Texas Longhorns.
La vache Texas Longhorn est une race américaine de bovidés.

## Origine
Elle est issue des vaches espagnoles amenées au Mexique par les Conquistadores. Il s'agit de la Retinta, race du rameau rouge, dite criollo en Amérique.
Elle était traditionnellement élevée dans les territoires du nord du Mexique. Lors de leur  annexion par les États-Unis, le bétail est devenu américain. Il a alors été croisé avec des vaches anglaises amenées par les colons américains. La rencontre des deux familles de vaches s'est faite au Texas, d'où le nom de la race. Il a constitué longtemps la base du troupeau bovin du sud. L'arrivée du barbelé a fermé la prairie aux troupeaux extensifs. 

## Histoire
Au sud comme au nord, lors de la Guerre de Sécession, les armées se nourrissent de bétail, et Chicago crée
des abattoirs géants pour nourrir l'armée du Nord, approvisionnée par le Mississippi. Au Sud, les cow-boys texans sont mobilisés et la terrible sècheresse de 1862-1863 décime des troupeaux livrés à eux-mêmes. La reprise du Mississippi par le Nord en 1863 coupe le dernier débouché des éleveurs texans, qui bradent leurs bêtes au Mexique. En 1865, près de 3,5 à 5 millions de Texas Longhorn vivaient dans l'espace entre le Rio Grande et le Rio Nueces, l'autre fleuve du Texas. En août 1867, le chemin de fer arrive à Abilene (Kansas), à la demande de Joseph McCoy et le mois suivant d'immenses troupeaux aux abattoirs de Chicago, région ou le Maïs a connu une expansion agricole rapide.
L'élevage intensif de races d'origine britanniques a failli avoir raison de cette race. Elle a été sauvée par l'implantation d'un troupeau dans un parc en Oklahoma dans les années 1920. Après la guerre, cette réserve a servi à reconstituer des troupeaux chez les Texans soucieux de l'élever comme patrimoine culturel (même si le reste du troupeau sélectionné n'est pas constitué de longhorns).

## Morphologie
C'est une race de couleur "bringée", c’est-à-dire blanche à grise, mouchetée de rouge, brun ou noir. Parfois elle peut être entièrement rouge. 
Elle est de taille moyenne. Sa silhouette, carrée sur des pattes fines adaptées à la marche, est dominée par des cornes très longues et écartées, dont l'envergure peut dépasser deux mètres, le record enregistré au Livre Guinness des records étant de 2,95 m.

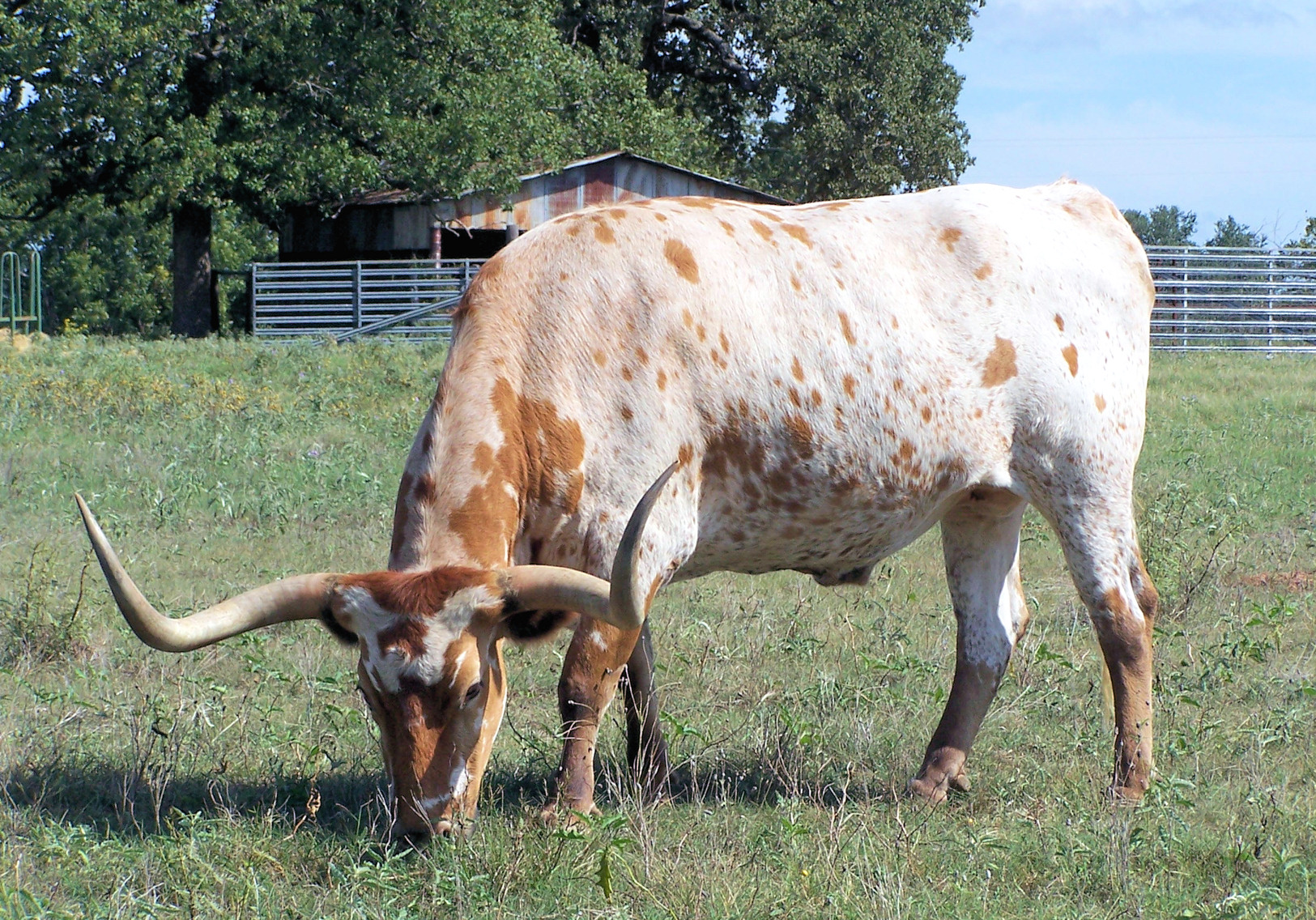
La Texas longhorn, est écologiquement adaptée à la rudesse du Texas.

## Aptitude
C'est une race élevée pour sa viande, mais elle a aussi été utilisée pour la traction des chariots. Sa production de lait est faible et n'a jamais été utilisée que pour nourrir le veau ou ponctuellement pour l'usage familial. 
 Elle est renommée pour sa rusticité et sa résistance à presque tout. 
- Animal des zones arides et chaudes, elle sait chercher sa nourriture et tirer parti de la moindre verdure.
- Elle est bonne marcheuse et pouvait être engraissée le long du trajet entre le ranch et l'abattoir à plusieurs milliers de kilomètres.
- Son veau est vigoureux et peut courir dès sa naissance pour échapper aux coyotes.
- Son veau est petit, donc naît facilement, mais grandit vite.
- Elle supporte la chaleur et l'humidité du Texas (ainsi que les maladies qui s'y trouvent) mais aussi la rigueur des hivers de la grande prairie.
- Son instinct maternel est poussé ; elle protège son veau, empêchant souvent la prédation.

## Galerie de photos

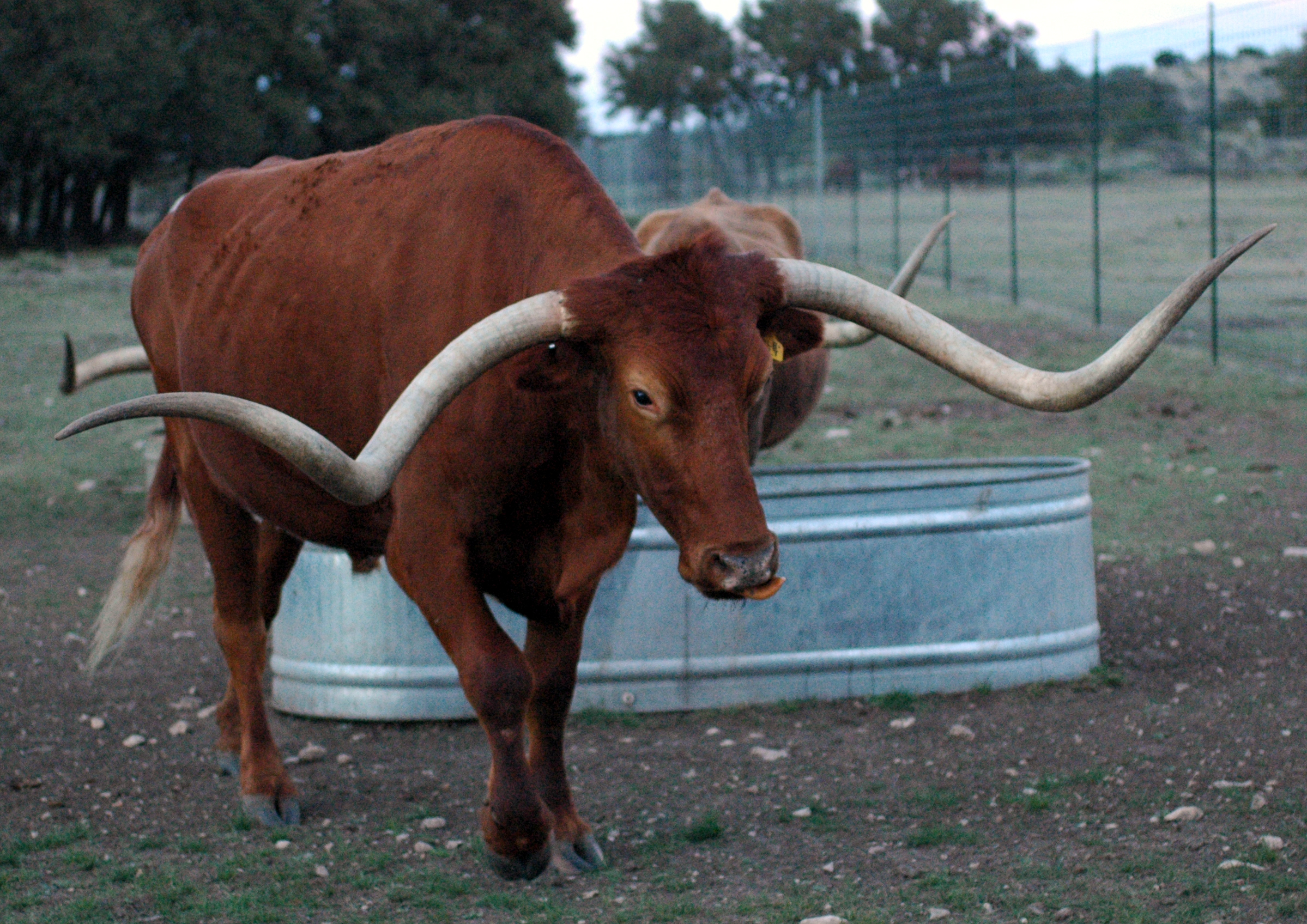
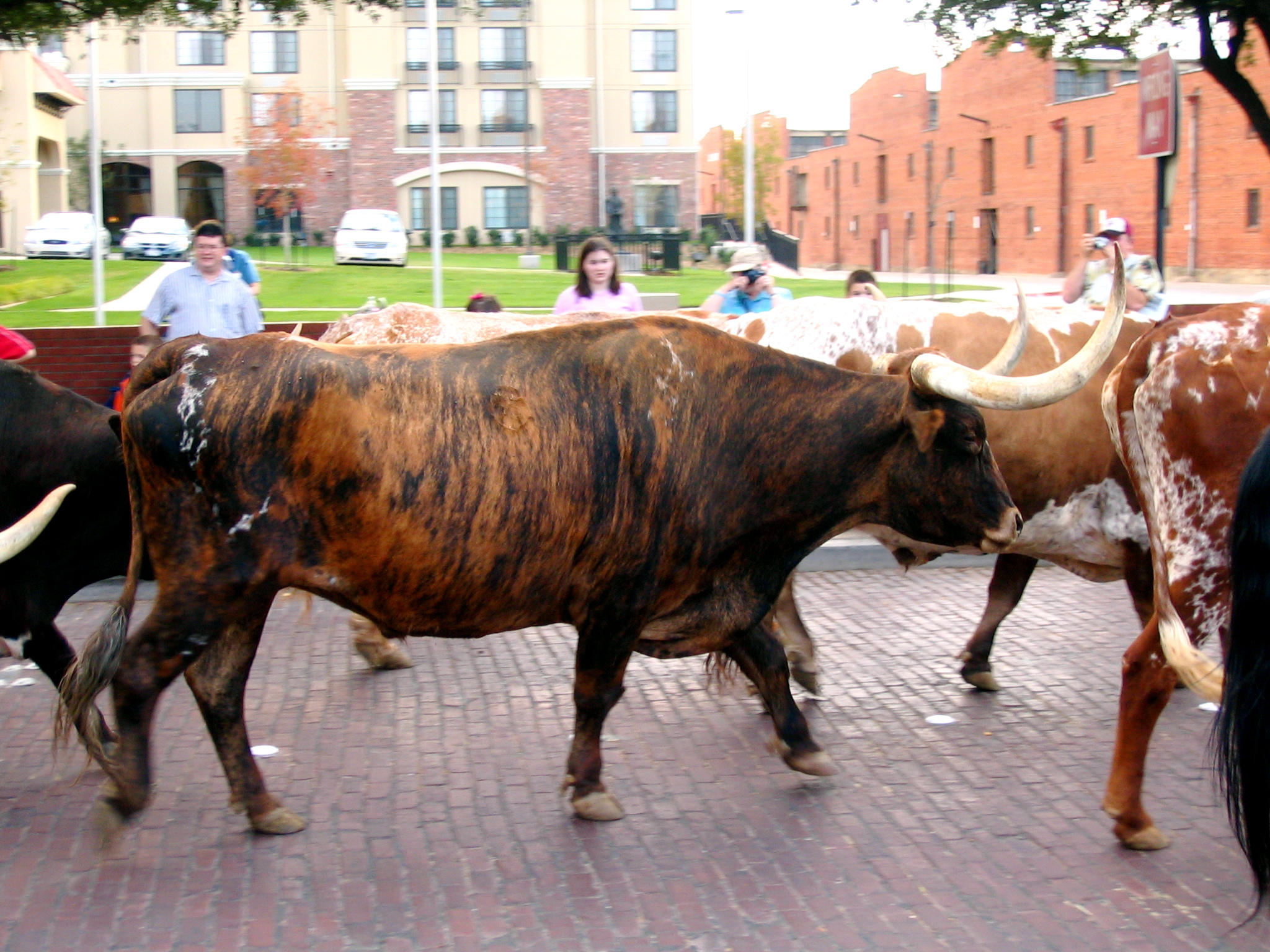
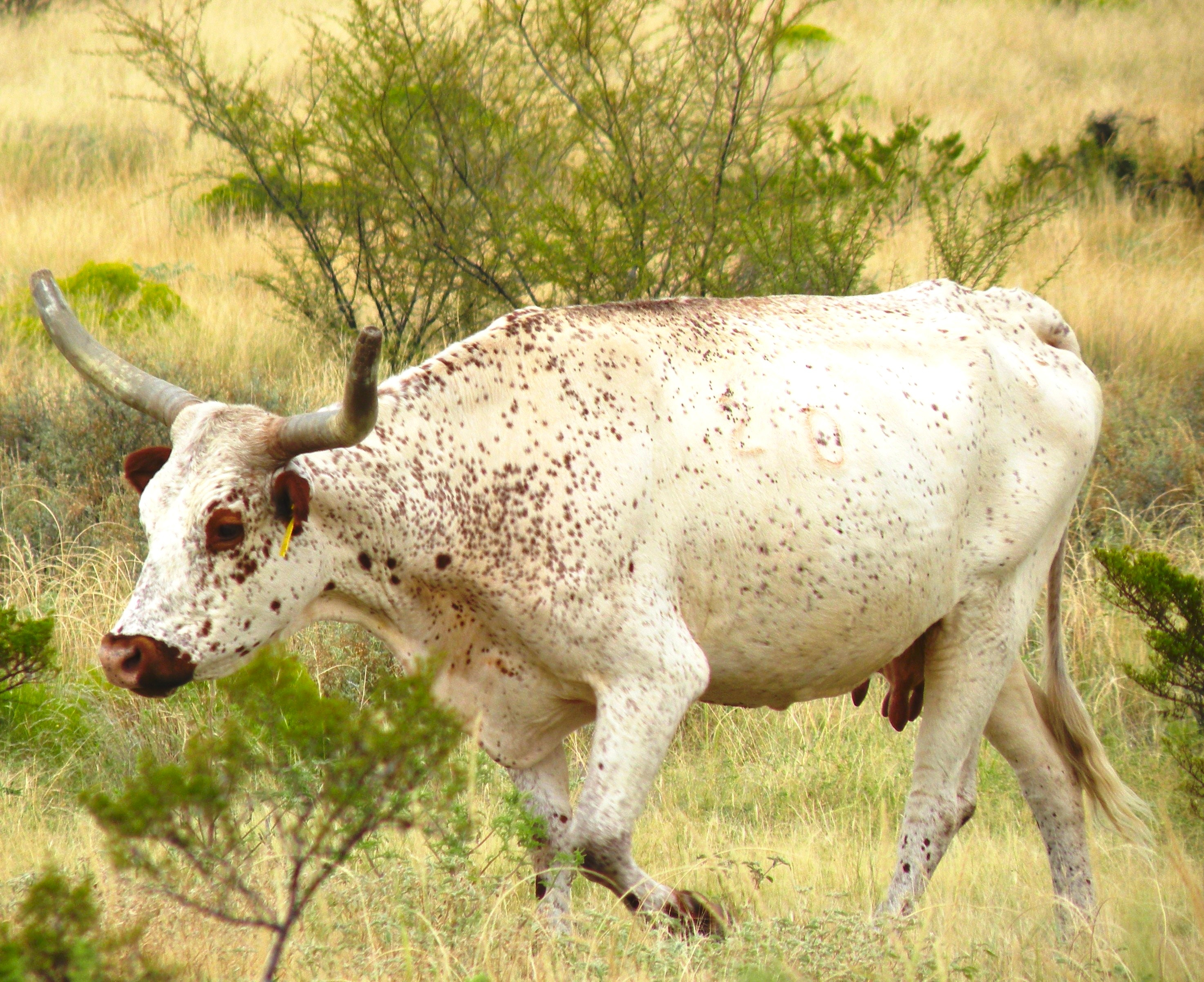
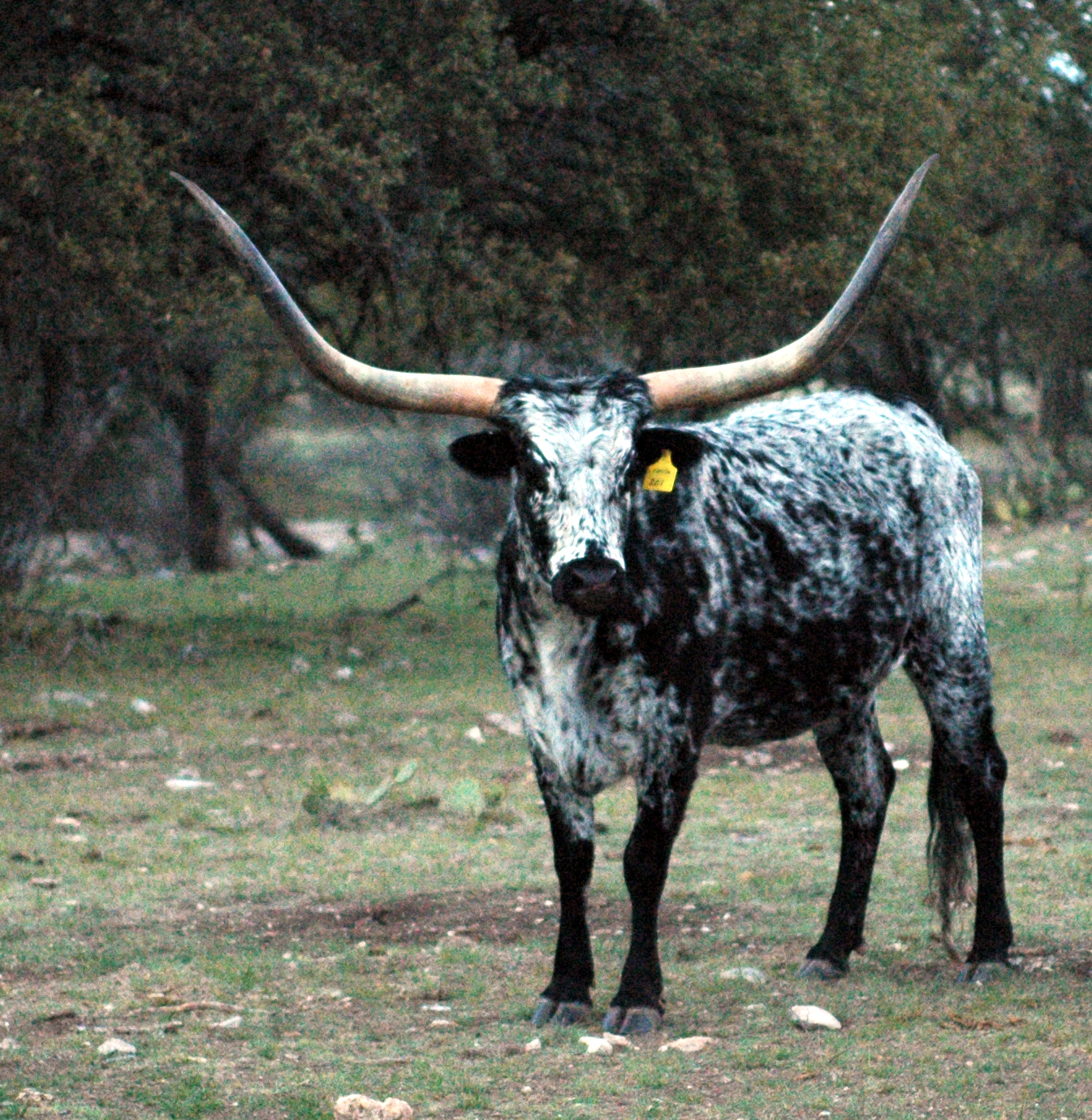
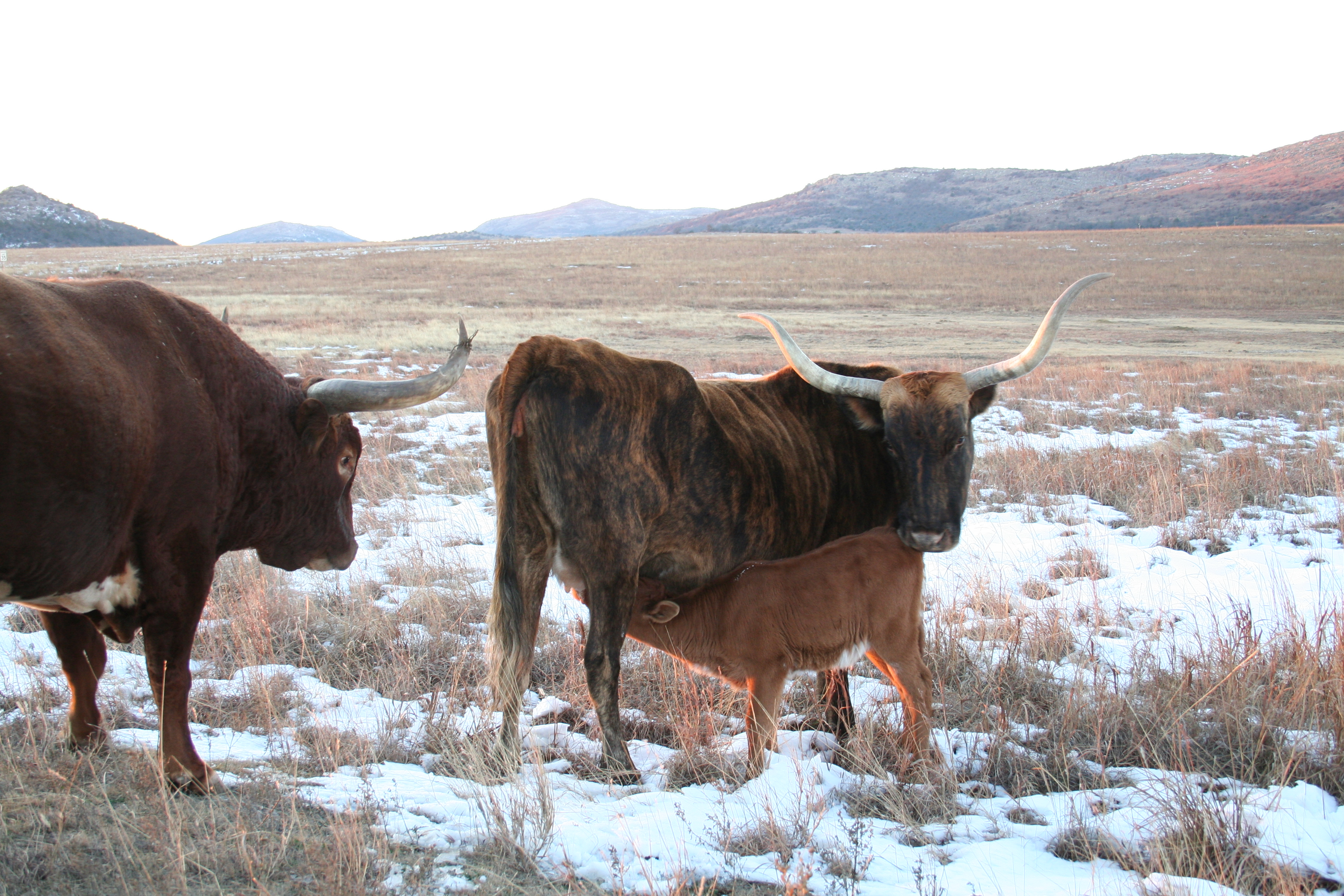